# 伊奧尼亞群島

伊奧尼亞群島

38°30′N 20°30′E / 38.500°N 20.500°E
伊奧尼亚群岛（羅馬化：Ionia nisia，拉丁化：Ionioi Nēsoi），或按英語音譯為愛奧尼亞群島，傳統上被稱為「七島」（／，拉丁化：Heptanēsa / Heptanēsos），希臘西部伊奧尼亞海的群島。面积2307平方公里，人口214274；多火山、地震；地中海气候。
主要有7大島；由北至南排列如下：
- 克基拉島（又按英語音譯為「科孚島」）
- 帕克西島
- 萊夫卡斯島
- 伊薩基島（又按英語音譯為「伊薩卡島」）
- 凯法利尼亚岛（凯法洛尼亚岛）
- 扎金索斯島
- 基西拉島

## 名人
- 小泉八雲（1850年-1904年） - 日本文學者。萊夫卡斯島生。
- 扬尼斯·梅塔克萨斯（1871年-1941年） - 希臘政治家。伊薩基島生。
- 愛丁堡公爵菲利普親王（1921年-2021年）- 英國女王伊莉莎白二世的王夫。科孚島生。